# Francisco Bernales
Francisco Javier Bernales Errázuriz (Santiago de Chile, 8 de mayo de 1956), diplomático chileno, actual Embajador de Chile ante el Estado de Palestina desde 2013. Ha tenido destinaciones consulares en Argentina (Buenos Aires y Mendoza) y diplomáticas en Pakistán, Reino Unido, Brasil, Dinamarca, Noruega y México y la Misión de Chile ante la OEA.

## Biografía
Tras cursar estudios en la Academia Diplomática de Chile, ingresó al Servicio Exterior chileno en abril de 1976. Ha tenido destinaciones en los Consulados Generales de Chile en Buenos Aires y Mendoza y las Embajadas de Chile en Pakistán, Reino Unido, Brasil, Dinamarca, Noruega y México, como así también ministro consejero en la Misión de Chile ante la Organización de los Estados Americanos (OEA) entre 2006 y 2010.
Tiene un diplomado en Seguridad Internacional en la Academia Nacional de Estudios Políticos y Estratégicos y ha  realizado cursos en instituciones de la defensa en Estados Unidos.
En el Ministerio de Relaciones Exteriores de Chile se ha desempeñado en las Direcciones de Recursos Humanos, Consular, de Asuntos Culturales e Información al Exterior, Asuntos Bilaterales (Departamento de Asia), para Europa, África y Medio Oriente, de Política Especial y para América del Norte, Centroamérica y El Caribe.
Ha realizado varios cursos de especialización y asistido como Delegado a numerosas conferencias internacionales, así como a cuatro Asambleas Generales de la OEA. Antes de ser embajador en Palestina, se desempeñaba como Ministro Consejero en la Embajada de Chile en México.
Presentó al Presidente Mahmoud Abbas sus Cartas Credenciales como Embajador Extraordinario y Plenipotenciario de Chile ante el Estado de Palestina el 5 de septiembre de 2013.
Presentó sus Cartas Credenciales al Gobernador General de Jamaica, Sir Patrick Allen ON GCMG CD KStJ, el 9 de agosto de 2018.
Está casado y tiene tres hijos.